# Мармуровий будинок
«Мармуровий будинок» (рос. «Мраморный дом») — радянський дитячий пригодницький художній фільм 1972 року, режисера Бориса Григор'єва, знятий за сценарієм Василя Аксьонова.

## Сюжет
Квітень 1945 року. Евакуйований ленінградець Петя Колчанов (на прізвисько «Майстер Піт»), як і багато тодішніх радянських дітей, мріє про пригоди. Йому і його вірному другу Ільгізу («Герцог Гіз») хочеться всього відразу; і встигнути повоювати, і зловити Гітлера і допомогти Тимурівцям. До Петіної сестри, студентки медінституту Марини, заходять морський піхотинець Малахітов, який чекає рішення лікарів, і вже списаний через поранення капітан другого рангу Мамочко, який спробував виміняти у Малахітова його нагородний пістолет, але дістав відмову. Невдача спіткала і місцеву шпану, того ж вечора вона намагалася заволодіти зброєю силою. Вдень Петя і Ільгіз самі лізуть у бійку з хуліганами, захищаючи свою подругу піонерку Ельміру. Втім, ватажок хуліганів швидко затихає, почувши від одного з підручних, що за Петю йому відірве голову якийсь Сивий. Марина продає мамині туфлі-човники, щоб роздобути взуття собі і Петі. Той, щоб віддячити сестрі, пробує роздобути гроші різними способами: продає (невдало) колекцію марок, намагається заробити в ролі чистильника взуття та перепродуючи квитки в кіно. Хулігана Пілюлю, який чіпляється до Петі, втихомирює все той же Мамочко, якого Пілюля чомусь називає «Сивий». Втім, Петя не звертає на це увагу, перейнявшись довірою і гордістю, тому що — ця людина нібито особисто знала Чкалова, Папаніна й інших видатних діячів епохи… Насправді всі фотографії зі знаменитостями — не більше ніж фотомонтаж, а посвідчення, яке приймається за службовий документ НКВС, відноситься лише до цирку. Мамочко розповідає про те, що підозрює Малахітова і просить Петю непомітно вилучити його пістолет, що той і робить. Пошуки скарбу, на думку хлопців, неодмінно захованого колишнім господарем старовинного будинку мільйонером Жеребцовим, приводять до знахідки викрадених зі станції ящиків з пеніциліном і викриття бандита Мамочка. Малахітов поранений під час затримання злочинців, що відбувалося в самий День Перемоги.

## У ролях
- Сергій Хорєєв —  Петя
- Рифат Мусін —  Ільгіз
- Олена Томосянц —  Ельміра
- Ірина Шевчук —  Марина Калганова, студентка медичного інституту
- Сергій Никоненко —  Малахітов
- Микола Рибников —  Мамочко
- Олександр Кавалеров —  Пілюля
- Юрій Катін-Ярцев —  дядько Лазік
- Цецилія Мансурова —  тітка Ніна
- Валерій Носик —  Гітлер

## Знімальна група
- Режисер-постановник:  Борис Григор'єв
- Сценарист:  Василь Аксьонов
- Оператор:  Костянтин Арутюнов
- Композитор:  Георгій Дмитрієв
- Художник:  Альфред Таланцев